# Jean-Paul Andoche de Fontenay
Jean-Paul-Andoche de Fontenay (24 novembre 1771, Autun - 22 avril 1849, Beaune), est un militaire et homme politique français.

## Biographie
Fils d'un mousquetaire du roi, depuis lieutenant général au bailliage d'Autun, il servit dans les armées du roi, et fut officier aux chasseurs des Vosges (1787-1791). Il émigra et servit dans l'Armée des Princes.
Propriétaire, maire de Sommant, chevalier de l'ordre de Saint-Louis et conseiller général (1812-1831), il fut élu, le 6 mars 1824, député de Saône-et-Loire, au grand collège, et fit partie de la majorité ministérielle de la Chambre. M. de Fontenay fut réélu député le 17 novembre 1827, par le 3e collège de Saône-et-Loire (Autun). Il soutint le ministère Polignac, ne fut pas des 221, et, réélu encore, le 23 juin 1830. 
Il refusa d'adhérer au gouvernement issu de la révolution de juillet, en donnant sa démission de député.

## Sources
- « Jean-Paul Andoche de Fontenay », dans Adolphe Robert et Gaston Cougny, Dictionnaire des parlementaires français, Edgar Bourloton, 1889-1891 [détail de l’édition]